# Martti Kiilholma
Martti Kiilholma (3 de junho de 1950) é um atleta finlandês de corrida de longa distância.